# Kup Hrvatske u bejzbolu 2010.
Kup Hrvatske u bejzbolu u 2010. godini.
Igrala se samo jedna utakmica između protivnika, pobjednik je prolazio dalje, po kup-sustavu.

## Poluzavršnica
Igralo se u Karlovcu.
- 2. listopada 2010.

Donat (Zadar) – Kaptol (Zagreb) 0:12 (8)

Olimpija (Karlovac) - Vindija (Varaždin) 12:2 (8)

## Završnica
Igralo se u Karlovcu.
- 3. listopada 2010.

Olimpija (Karlovac) - Kaptol (Zagreb) 6:1
Osvajač hrvatskog kupa za 2010. je karlovačka Olimpija.